# Філіп Біллінг
Філіп Ан'янву Біллінг (дан. Philip Anyanwu Billing, нар. 11 червня 1996, Копенгаген, Данія) — данський футболіст нігерійського походження, центральний півзахисник англійського клубу «Борнмут» та національної збірної Данії. На умовах оренди грає за «Наполі».

## Ігрова кар'єра

### Клубна
Філіп Біллінг є вихованцем данського клубу «Есб'єрг», де молодого футболіста примітили скаути англійського «Гаддерсфілд Таун», з яким вже восени 2013 року Біллінг уклав свій перший професійний контрат. У квітні 2014 року футболіст провів перший матч за основу у турнірі Чемпіоншип.
У сезоні 2016/2017 Біллінг своєю грою допоміг клуб піднятися до Прем'єр-ліги.За п'ять сезонів у складі «Гаддерсфілд» Біллінг провів близько сотні матчів в основі.
Влітку 2019 року він футболіст уклав п'ятирічний контракт з клубом Прем'єр-ліги «Борнмут».

### Збірна
Філіп Біллінг має нігерійське походження і свого часу він отримував запрошення від футбольної федерації цієї країни. Але футболіст обрав збірну Данії. Виступав за юнацькі та молодіжну збірні Данії. У жовтні 2020 року Біллінг дебютував у складі національної збірної Данії.

## Статистика виступів

### Статистика виступів за збірну
Станом на 26 березня 2023 року
| Дата      | Місто      | Господарі | Результат | Гості             | Турнір                               | Голи | Примітки |
| --------- | ---------- | --------- | --------- | ----------------- | ------------------------------------ | ---- | -------- |
| 7-10-2020 | Гернінг    | Данія     | 4 – 0     | Фарерські острови | товариський матч                     | -    | 72'      |
| 29-3-2022 | Копенгаген | Данія     | 3 – 0     | Сербія            | товариський матч                     | -    | 80'      |
| 13-6-2022 | Копенгаген | Данія     | 2 – 0     | Австрія           | Ліга націй УЄФА 2022-2023 - 1-й етап | -    | 46'      |
| 23-3-2023 | Копенгаген | Данія     | 3 – 1     | Фінляндія         | Відбір до ЧЄ 2024                    | -    | 77'      |
| 26-3-2023 | Астана     | Казахстан | 3 – 2     | Данія             | Відбір до ЧЄ 2024                    | -    | 65'      |
| Усього    |            | Матчів    | 5         |                   | Голів                                | 0    |          |

## Титули і досягнення
- Чемпіон Італії (1):

«Наполі»: 2024–25